# Realize (AC/DC)
Realize è un singolo del gruppo musicale australiano, AC/DC pubblicato l'11 novembre 2020.

## Descrizione
È la traccia di apertura dell'album Power Up, secondo singolo estratto dall'album..

## Video
Il video del singolo è stato pubblicato il 13 gennaio 2021.

## Tracce
1. Realize – 3:38